# Hernádtapolca
Hernádtapolca (1899-ig Teplicska, szlovákul: Teplička) falu Szlovákiában, a Kassai kerület Iglói járásában.

## Fekvése
Iglótól 4 km-re délkeletre, a Hernád jobb oldalán fekszik.

## Története
A falut 1270 körül a Máriássy család alapította, amikor a lengyelországi Nowy Targ környékéről ruszinokat telepített ide. 1345-ben „Villa Thoplica” néven említik először. Nevét egy meleg vízű forrásról kapta. Eredetileg bányásztelepülés volt.
A 18. század végén Vályi András így ír róla: „TEPLICSKA. Teplicz. Tót falu Szepes Várm. földes Ura Márjássy Uraság, lakosai többfélék, fekszik Márkusfalvához közel, és annak filiája; határja meglehetős.”
Fényes Elek 1851-ben kiadott geográfiai szótárában így ír a faluról: „TEPLICSKA. Teplicz. Tót falu Szepes Várm. földes Ura Márjássy Uraság, lakosai többfélék, fekszik Márkusfalvához közel, és annak filiája; határja meglehetős.”
A trianoni diktátumig Szepes vármegye Iglói járásához tartozott.

## Népessége
| Év:            | 1994. | 2004.   | 2014.   | 2024.   |
| -------------- | ----- | ------- | ------- | ------- |
| Emberek száma: | 1050  | 1116    | 1155    | 1123    |
| Eltérés:       |       | +6,28 % | +3,49 % | -2,77 % |

| Év:            | 2023. | 2024.   |
| -------------- | ----- | ------- |
| Emberek száma: | 1139  | 1123    |
| Eltérés:       |       | -1,40 % |

1910-ben 640, túlnyomórészt szlovák lakosa volt.
2001-ben 1082 lakosából 1046 szlovák volt.
2011-ben 1167 lakosából 1051 szlovák.

## Nevezetességei
Szűz Mária Születése tiszteletére szentelt gótikus, római katolikus templomát a 14. században építették. 1775-ben barokk stílusban alakították át, majd 1906-ban két oldalhajóval bővítették.